# Juliane Reichardt
Juliane Reichardt, née Juliane Benda le 14 mai 1752 à Potsdam et morte le 11 mai 1783 à  Berlin, est une soprano et compositrice prussienne appartenant à la famille Benda. Elle était la plus jeune fille de Franz Benda, violoniste et compositeur de la cour de Prusse, et de son épouse Franziska Benda, née Stephanie. En 1776, elle devint l'épouse du chef d'orchestre berlinois Johann Friedrich Reichardt. 

## Biographie

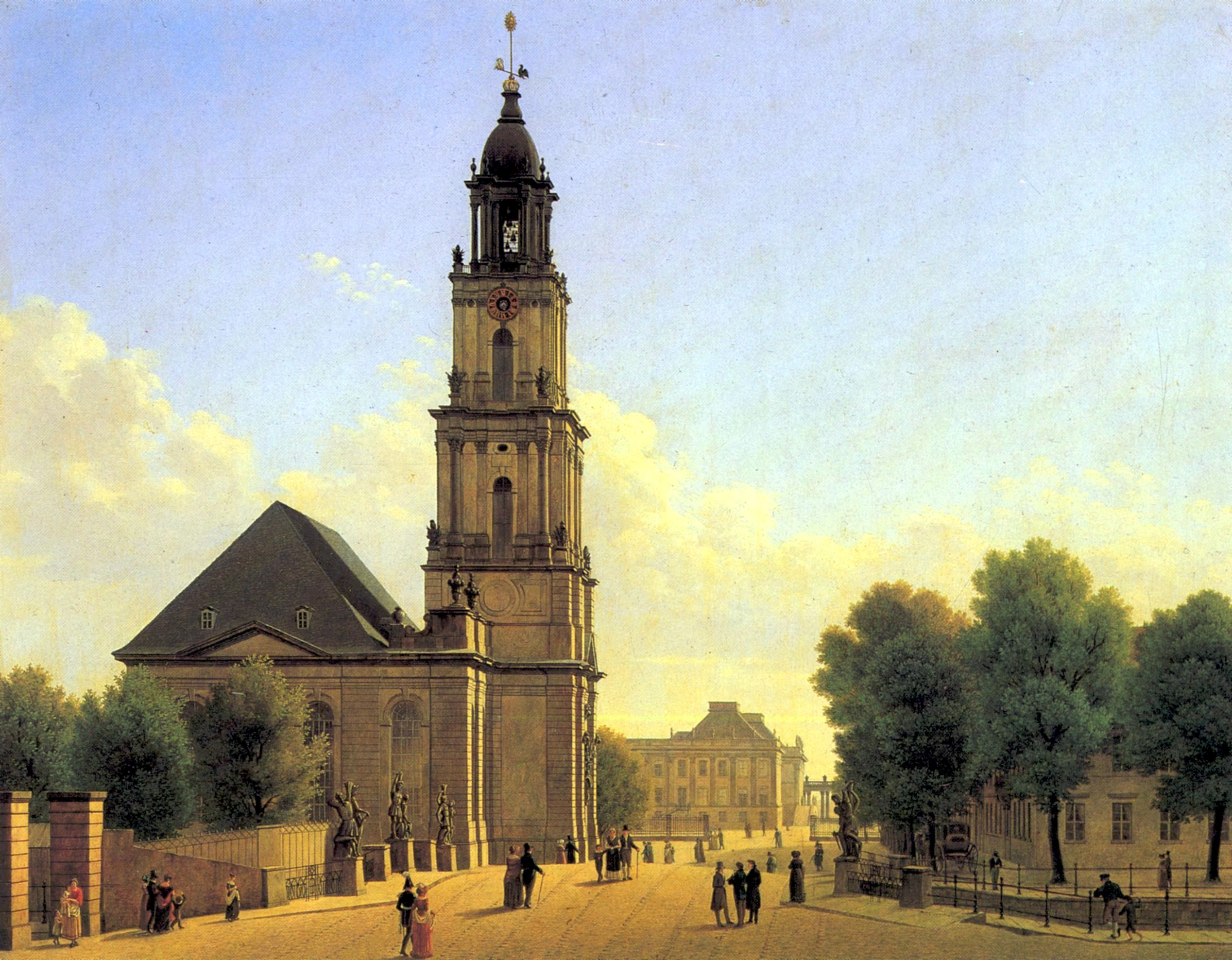
L'église de la Garnison de Potsdam, tableau de Carl Hasenpflug (vers 1827).

La famille de Franz Benda vivait à Potsdam, où leur huitième enfant fut baptisé le 19 mai 1752  dans l'église de la Garnison locale au nom de Bernhardine Juliane Benda. La mère Franziska Louise Éléonore Stephanie, fille d'un fonctionnaire et ancienne femme de chambre de la margravine Wilhelmine de Bayreuth, sœur de Friedrich II, est morte en 1758. Trois ans plus tard, Benda se remaria avec sa sœur cadette, Caroline Wilhelmine Stephanie, première femme de chambre de la duchesse Anne-Amélie de Brunswick. Deux sœurs aînées de Juliane Benda sont restées à Weimar comme dames de la cour après leur mariage. Cela signifiait un lien social et professionnel précieux entre Berlin et Weimar pour toute la famille Benda, en particulier lorsqu'elles s'y sont mariés : la chanteuse, pianiste et compositrice Maria Carolina Benda (1742–1820) a épousé en 1770 le compositeur de la cour Ernst Wilhelm Wolf, et Wilhelmine Louise Dorothea Benda (1741–1798) a épousé en 1777 Wilhelm Heinrich Sebastian Bucholz (de), médecin et pharmacien de la cour et conseiller de Goethe en matières scientifiques. 
Juliane Benda a reçu des cours de chant, de piano et de composition de son père. Des artistes itinérants de renom tels que le musicien Wilhelm Karl Rust (de), le journaliste musical Charles Burney, l'éditeur, traducteur et compositeur Johann Joachim Christoph Bode et le compositeur et écrivain Johann Friedrich Reichardt, le dernier mari de Juliane Benda, fréquentaient la maison de ses parents. En leur compagnie, elle rencontra par la suite d'autres personnalités comme Matthias Claudius à Hambourg et Johann Gottfried Herder à Weimar. 
Avant même son mariage, les lieder et les sonates de Juliane Benda étaient admirées : sa voix expressive de soprano, sa virtuosité au piano et la sensibilité de son expression ont également enthousiasmé son futur. Cela était particulièrement vrai de ses apparitions aux concerts d'amoureux, fondés en 1770 et dirigés jusqu'en 1785 par le musicien de cour (violon, piano) Johann Friedrich Ernst Benda, fils aîné de son oncle Joseph Benda. Après son mariage en 1776, ses apparitions publiques ont diminué au profit de représentations privées. Le jeune couple a emménagé dans un appartement officiel situé au centre de Berlin sur la Dönhoff'schen Platz, où il a eu un fils (mort jeune) puis une fille en 1779, Louise Reichardt (de), qui devint plus tard soprano, compositrice et professeur de musique. Juliane Benda est morte à trente ans, peu après la naissance d'une autre fille, en 1783. 

## Une compositrice de l'École de Berlin
Eva Weissweiler (de), première musicologue en 1981 à écrire en détail sur Juliane Benda-Reichardt et son style de composition, la considère, comme sa sœur Maria Carolina Benda et sa fille Louise Reichardt (de) (1779–1826), parmi les représentants de l'École de Berlin. Ses lieder n'ont rien de commun avec le bel canto alors très artificiel, tel qu'il était interprété dans les opéras italiens à l'opéra royal de Berlin. 
Au contraire, ils montrent « consciemment » un virage vers le « ton traditionnel et le style populaire » et sont considérés comme

« musicalement représentatifs des Lumières allemandes, en tant que championnes révolutionnaires d'une culture musicale anti-féodale. »

« Il est incompréhensible», selon Weissweiler, que ces compositrices aient été ignorées par la musicologie, ou que leur œuvre « puisse être interprétée à tort » comme de l'amateurisme féminin, simplement parce qu'elles appartiennent à la même école de chanson berlinoise que Johann Abraham Peter Schulz, dont la chanson « Der Mond ist aufgegangen » du recueil « Gesänge im Volkston » (1779) est devenue une chanson populaire traditionnelle.

## Style de composition
Les chansons de Juliane Benda s'adressent à la bourgeoisie par leur expression « folklorique ». Leurs accompagnements au piano sont composés de manière à pouvoir s'accompagner sans effort, le piano jouant avec la mélodie. Eva Weissweiler juge remarquables les titres des morceaux, qui évoluent dans un espace « tendre » ou « mélancolique » et caractérisent « l'exubérance émotionnelle » de la « période de Werther ». 

## Œuvre
Les compositions de Juliane Reichardt sont aujourd'hui difficiles d'accès et nécessiteraient une étude précise et une nouvelle édition. Elle a publié à elle seule plus de 30 lieder et 2 sonates pour piano d'avant même son mariage jusqu'en 1780 . Elle a mis en musique ses propres textes et des textes étrangers. (Dans la liste qui suit, il n'est pas clair si des compositions sont mentionnées deux fois.) 

### Publiée par Juliane Reichardt elle-même
- Lieder im Göttinger- und Vossischen Musenalmanach
- 17 lieder, publiés par Bohn, Hambourg
- 2 sonates pour piano, dans le même recueil, probablement la première publication indépendante d'une compositrice en Allemagne d'après Weissweiler.

### Publiée sous son nom par Johann Friedrich Reichardt
- Lieder de Juliane Reichardts

### Publications individuelles de Juliane Reichardt
- Daphne am Bach. Göttinn Liebe! in: Johann Heinrich Voß (Hrsg.): Musen-Almanach für 1779. Bohn, Hamburg 1779, (OCLC 165358933), S. 60.
- Brunnenlied. Laßt nun alles stehn u. liegen. in: Johann Heinrich Voß, Leopold Friedrich Günther von Goekingk (Hrsg.): Musen-Almanach für 1780. Bohn, Hamburg 1780, (OCLC 165358930), S. 137.
- Klaviersonata. Hildegard Publ. Co., Bryn Mawr, PA 1998 (bearbeitet von Linda Moot) (OCLC 165731772).